# Destinazione Sanremo (programma televisivo)
Destinazione Sanremo è stato un programma televisivo italiano di genere musicale, nonché l'ottava edizione televisiva del concorso Sanremo Giovani, andato in onda dal 27 settembre al 20 dicembre 2002 su Rai 2 con la conduzione di Pippo Baudo, Claudio Cecchetto e, nel daytime, da Federica Panicucci.
Lo scopo del programma era selezionare dodici dei 16 artisti che avrebbero preso parte alla sezione Giovani del Festival di Sanremo 2003.

## Il programma
Nel programma venivano selezionate le giovani proposte da una giuria di esperti composta da Amadeus, Barbara Palombelli, Marino Bartoletti, Bruno Biriaco, Mario Pezzolla e Gegè Telesforo. Gareggiavano ventiquattro artisti eergenti, di cui solo metà passò le selezioni. Nella puntata conclusiva, intitolata Destinazione Sanremo - Speciale Accademia della Canzone, vennero eletti gli altri quattro artisti che avrebbero partecipato al Festival dell'anno seguente, scegliendoli tra gli otto finalisti dell'Accademia della Canzone di Sanremo.

## Partecipanti
- Jack Rubinacci
- Valerio Di Rocco
- Ambra Marie
- Jacqueline M. Ferry
- Verdiana
- Filippo Graziani
- Alina
- Gianni Fiorellino
- Simone Cristicchi
- Diesis
- Fortunato Zampaglione
- Francesca Borsini
- Manuela Zanier
- Patrizia Laquidara
- Daniela Pedali
- Dolcenera
- Maria Pia & SuperZoo
- Riccardo Maffoni
- Bufo Borea
- Elsa Lila
- Enea
- Daniele Stefani
- Zurawski
- Erika Tozzi

## I vincitori
- Manuela Zanier
- Patrizia Laquidara
- Daniela Pedali
- Dolcenera
- Maria Pia & SuperZoo
- Alina
- Jacqueline M. Ferry
- Verdiana
- Daniele Stefani
- Zurawski
- Gianni Fiorellino
- Elsa Lila

La sezione Giovani del successivo Festival sarebbe stata vinta da Dolcenera.

## Gli eliminati
In seguito al programma Simone Cristicchi e Riccardo Maffoni vennero scelti per il Festival di Sanremo 2006, mentre Filippo Graziani prese parte alla manifestazione nel 2014. Ambra Marie partecipò invece alla seconda edizione di X Factor. Valerio Di Rocco partecipò poi ad Amici di Maria De Filippi su Canale 5 nella terza edizione (2003).